# Rhamphichthys apurensis
Rhamphichthys apurensis is een straalvinnige vissensoort uit de familie van de Amerikaanse mesalen (Rhamphichthyidae). De wetenschappelijke naam van de soort is voor het eerst geldig gepubliceerd in 1968 door Fernández-Yépez.